# 細川鳥角
細川 鳥角（ほそかわ ちょうかく、1862年6月27日〈文久2年6月1日〉 - 1922年〈大正11年〉11月26日）は、日本の実業家、政治家。長野県諏訪郡富士見村長。富士見倉庫監査役。

## 経歴
長野県出身。細川藤四郎の次男。初代富士見村長細川直行の弟。1892年、富士見村会議員に当選、1895年、1898年、1901年と4期連続当選し、その後1910年再び当選して前後5期務める。
その間1898年に助役に挙げられる。1904年に村長に就任する。1913年、郡会議員に当選する。富士見銀行、朝鮮企業の重役を歴任する。

## 人物
趣味は俳句。住所は長野県諏訪郡富士見村（現・富士見町）。

## 家族・親族
細川家
- 長男・隼人[5]
  - 同妻・えい（1893年 - ?、長野、小川金治の長女）[5]
- 二男・鋭[6]
  - 同妻・かつへ（1886年 - ?、長野、細川玖琅の妹）[6]
- 三男・千里 - 朝鮮植林会社に15年勤務して1930年に帰郷して以来富士見村書記である[1]。

親戚
- 長男の妻の父・小川金治（富士見銀行専務、朝鮮企業取締役）[5]
- 長男の妻の叔父・小川平吉（弁護士、衆議院議員）
- 甥・細川玖琅（富士見銀行頭取、朝鮮企業社長、長野県会議員、富士見村長）